# إيدسيليا رومبلي
إيدسيليا فرانسيسكا رومبلي (بالهولندية: Edsilia Francisca Rombley) هي مغنية هولندية ولدت في يوم 13 فبراير 1978 في أمستردام لعائلة من أصل أروبي كوراساوي. بدأت الغناء في سنة 1995 وأنتجت 9 ألبومات. مثلت هولندا مرتين في مسابقة الأغنية الأوروبية في سنة 1998 بأغنية هيمل إين آردي وفي سنة 2007 بأغنية أون توب أو وورد. تغني إيدسيليا باللغتين الهولندية والإنجليزية.